# Herina approximata
Herina approximata är en tvåvingeart som beskrevs av Villeneuve 1921. Herina approximata ingår i släktet Herina och familjen fläckflugor. Inga underarter finns listade i Catalogue of Life.